# 안드리 라조엘리나
안드리 니리나 라조엘리나(말라가시어: Andry Nirina Rajoelina, 1974년 5월 30일 ~ )는 마다가스카르의 대통령이다. 디스크 자키 출신으로, 2007년 12월부터 2009년 2월까지 안타나나리보의 시장이었다. 2009년 3월 21일에 군부의 지지하에 마다가스카르의 대통령이 되었다가 2014년 1월 25일에 임기를 마치고 퇴임하였다. 하지만 여론이 악화되고 마다가스카르의 대통령이 자주 갈리는 마다가스카르의 시국을 지켜보던 프랑스에서 압력을 넣자 결국 전현직 마다가스카르의 대통령 5명이 모두 모여서 2018년 12월 27일에 실시한 선거에서 55%의 득표율로 당선되었다. 이로써 안드리 라조엘리나는 2019년 1월 19일에 2번째로 대통령에 취임해서 현재 마다가스카르의 대통령이다. 2023년 6월, 프랑스 국적이 폭로되면서 의회 조사가 시작되었고, 뒤이어 프랑스의 마다가스카르 디아스포라 시민 그룹이 고등헌법재판소에 심문했습니다. 2025년 5월, 안드리 라조엘리나는 유럽 제국주의 시대 이후 수십 년간 아프리카에서 지속되어 온 이 분쟁을 해결하기 위해 대화의 길을 지지하면서, 마다가스카르 해역과 접한 프랑스령 섬인 분산된 섬을 직접 방문하겠다는 의사를 재확인했습니다.
| 전임 마르크 라발로마나나 (대통령) | 제8대 마다가스카르의 대통령 2009년 3월 17일 ~ 2014년 1월 25일 | 후임 헤리 라자오나리맘피아니나 (대통령) |

| 전임 헤리 라자오나리맘피아니나 (대통령) | 제10대 마다가스카르의 대통령 2019년 1월 19일 ~ | 후임 현직 |